# Henri Diricx
Hendrik Paul Diricx, más conocido como Henri Diricx (Duffel, provincia de Amberes; 7 de julio de 1927-ibídem, 4 de julio de 2018), fue un futbolista belga que se desempeñaba en la posición de defensa.

## Biografía
Jugó durante gran parte de su carrera profesional con el Union Saint-Gilloise, equipo con el que disputó 314 partidos en la Primera División de Bélgica. Se le tildaba de «leyenda de la posguerra» del club. Asimismo, fue seleccionado en un total de treinta ocasiones para jugar con la selección nacional y participó con ella en la Copa Mundial de la FIFA de 1954.
Falleció el 4 de julio de 2018, tres días antes de cumplir 91 años.

### Trayectoria
| Club                 | País    | Temporadas |
| -------------------- | ------- | ---------- |
| Union Saint-Gilloise | Bélgica | 1943-1961  |
| RC Jette             | Bélgica | 1961-1966  |
| VO Wemmel            | Bélgica | 1966-1967  |
| Ixelles SC           | Bélgica | 1967-1969  |